# Astragalus bobrovii
Astragalus bobrovii — вид квіткових рослин з родини бобових (Fabaceae). Ареал охоплює такі країни: Туркменістан, Узбекистан.

## Середовище
Це чагарник, який росте на кам'янистих уламках, іноді на скелястих схилах і піднімається в субальпійському поясі. Висота 1300–2800 метрів. Вид описують як рідкісний та зникомий через інтенсивні перегони худоби, а також випас та витоптування худобою влітку.